# Língua ilocana
Ilocano é uma língua austronésia falada primariamente nas Filipinas, em Luzon no norte.